# Zgórze (gromada)
Zgórze – dawna gromada, czyli najmniejsza jednostka podziału terytorialnego Polskiej Rzeczypospolitej Ludowej w latach 1954–1972.
Gromady, z gromadzkimi radami narodowymi (GRN) jako organami władzy najniższego stopnia na wsi, funkcjonowały od reformy reorganizującej administrację wiejską przeprowadzonej jesienią 1954 do momentu ich zniesienia z dniem 1 stycznia 1973, tym samym wypierając organizację gminną w latach 1954–1972.
Gromadę Zgórze z siedzibą GRN w Zgórzu utworzono – jako jedną z 8759 gromad na obszarze Polski – w powiecie kutnowskim w woj. łódzkim, na mocy uchwały nr 30/54 WRN w Łodzi z dnia 4 października 1954. W skład jednostki weszły obszary dotychczasowych gromad Baby, Iwiny, Kopy, Ostrówki i Zgórze ze zniesionej gminy Dąbrowice oraz obszar dotychczasowej gromady Wojciechowo ze zniesionej gminy Krośniewice w tymże powiecie. Dla gromady ustalono 12 członków gromadzkiej rady narodowej.
29 lutego 1956 z gromady Zgórze wyłączono część wsi Wojciechowo położoną przy szosie Kutno-Krośniewice włączając ją do gromady Czerwonka w tymże powiecie.
Gromadę zniesiono 31 grudnia 1959, a jej obszar włączono do gromad: Czerwonka (kolonie: Wojciechowo, Karolkowo, Ignacewo, Tarnowo i Tumidaj), Krośniewice (wieś Kopy i kolonię Kopy-Towarzystwo) i Dąbrowice (wieś Baby, kolonię Baby-Towarzystwo, wieś i parcelę Ostrówki, wieś Iwiny i wieś Zgórze).